# Gomphocerinae
Gomphocerinae vormen een onderfamilie van rechtvleugelige insecten die behoort tot familie veldsprinkhanen (Acrididae). Het is een zeer grote groep die in Nederland en België meer dan 20 vertegenwoordigers heeft. Onderstaande soorten zijn inheems of komen dicht bij Nederland en België voor:
- Gouden sprinkhaan (Chrysochraon dispar)
- Kleine goudsprinkhaan (Euthystira brachyptera)
- Zoemertje (Stenobothrus lineatus)
- Schavertje (Stenobothrus stigmaticus)
- Brommer (Stenobothrus nigromaculatus)
- Bruin schavertje (Omocestus haemorrhoidalis)
- Wekkertje (Omocestus viridulus)
- Zwart wekkertje (Omocestus rufipes)
- Locomotiefje (Chorthippus apricarius)
- Steppesprinkhaan (Chorthippus vagans)
- Bruine sprinkhaan (Chorthippus brunneus)
- Ratelaar (Chorthippus biguttulus)
- Weidesprinkhaan (Chorthippus dorsatus)
- Snortikker (Chorthippus mollis)
- Kustsprinkhaan (Chorthippus albomarginatus)
- Zompsprinkhaan (Chorthippus montanus)
- Krasser (Chorthippus parallelus)
- Franse prairiesprinkhaan (Euchorthippus declivus)
- Rosse sprinkhaan (Gomphocerippus rufus)
- Knopsprietje (Myrmeleotettix maculatus)

## Taxonomie
De onderfamilie omvat de volgende geslachten:
- Onderfamilie Gomphocerinae Fieber, 1853
  -     - Geslacht Acantherus Scudder & Cockerell, 1902
    - Geslacht Acocksacris Dirsh, 1958
    - Geslacht Anablepia Uvarov, 1938
    - Geslacht Azarea Uvarov, 1926
    - Geslacht Baidoceracris Chopard, 1947
    - Geslacht Brachycrotaphus Krauss, 1877
    - Geslacht Brainia Uvarov, 1922
    - Geslacht Carinulaenotus Yin, 1982
    - Geslacht Catabothrus Uvarov, 1962
    - Geslacht Chrysacris Zheng, 1983
    - Geslacht Chrysochraoides Ren & Zhang, 1993
    - Geslacht Cophohippus Uvarov, 1953
    - Geslacht Dhimbana Henry, 1940
    - Geslacht Diablepia Kirby, 1902
    - Geslacht Dianacris Yin & Feng, 1983
    - Geslacht Eleutherotheca Karny, 1907
    - Geslacht Ermia Popov, 1957
    - Geslacht Esselenia Hebard, 1920
    - Geslacht Faureia Uvarov, 1921
    - Geslacht Gelastorhinus Brunner von Wattenwyl, 1893
    - Geslacht Inyangana Naskrecki, 1992
    - Geslacht Italohippus Fontana & La Greca, 1999
    - Geslacht Kangacris Yin & Feng, 1983
    - Geslacht Karruhippus Brown, 1989
    - Geslacht Komandia Uvarov, 1953
    - Geslacht Kraussella Bolívar, 1909
    - Geslacht Leurohippus Uvarov, 1940
    - Geslacht Leva Bolívar, 1909
    - Geslacht Lounsburyna Uvarov, 1922
    - Geslacht Macrokangacris Yin, 1983
    - Geslacht Madurea Bolívar, 1902
    - Geslacht Malagasippus Descamps & Wintrebert, 1966
    - Geslacht Megafrohippus Jago, 1996
    - Geslacht Melinohippus Jago, 1996
    - Geslacht Mesopsis Bolívar, 1906
    - Geslacht Minihippus Jago, 1996
    - Geslacht Mongolotettix Rehn, 1928
    - Geslacht Neoleva Jago, 1996
    - Geslacht Ovambohippus Brown, 1972
    - Geslacht Paragonista Willemse, 1932
    - Geslacht Paragymnobothrus Karny, 1910
    - Geslacht Pegasidion Saussure, 1861
    - Geslacht Phonogaster Henry, 1940
    - Geslacht Platypternodes Bolívar, 1908
    - Geslacht Pnorisa Stål, 1861
    - Geslacht Primnia Stål, 1873
    - Geslacht Pseudegnatius Dirsh, 1956
    - Geslacht Pseudoberengueria Jago, 1996
    - Geslacht Pseudogmothela Karny, 1910
    - Geslacht Pseudoleva Jago, 1996
    - Geslacht Pusillarolium Zheng, 1999
    - Geslacht Quangula Uvarov, 1953
    - Geslacht Salariacris Descamps & Wintrebert, 1966
    - Geslacht Sporobolius Uvarov, 1941
    - Geslacht Squamopenna Lian & Zheng, 1984
    - Geslacht Stenohippus Uvarov, 1926
    - Geslacht Tanalanacris Descamps & Wintrebert, 1966
    - Geslacht Thyridota Uvarov, 1925
    - Geslacht Tinaria Stål, 1861
    - Geslacht Unalia Koçak & Kemal, 2008
    - Geslacht Xenocheila Uvarov, 1933

  - Geslachtengroep Acrolophitini
    - Geslacht Acrolophitus Thomas, 1871
    - Geslacht Bootettix Bruner, 1889

  - Geslachtengroep Amblytropidiini Brunner von Wattenwyl, 1893
    - Geslacht Amblytropidia Stål, 1873
    - Geslacht Apolobamba Bruner, 1913
    - Geslacht Boopedon Thomas, 1870
    - Geslacht Caribacris Rehn & Hebard, 1938
    - Geslacht Fenestra Giglio-Tos, 1895
    - Geslacht Peruvia Scudder, 1890
    - Geslacht Pseudoutanacris Jago, 1971
    - Geslacht Sinipta Stål, 1861
    - Geslacht Syrbula Stål, 1873

  - Geslachtengroep Arcypterini Shumakov, 1963
    - Geslacht Adolfius Harz, 1988
    - Geslacht Amplicubitoacris Zheng, 2010
    - Geslacht Arcyptera Serville, 1838
    - Geslacht Asulconotoides Liu, 1984
    - Geslacht Asulconotus Yin, 1974
    - Geslacht Aulacobothrus Bolívar, 1902
    - Geslacht Berengueria Bolívar, 1909
    - Geslacht Brachypteracris Cao & Zheng, 1996
    - Geslacht Crucinotacris Jago, 1996
    - Geslacht Leionotacris Jago, 1996
    - Geslacht Leuconemacris Zheng, 1988
    - Geslacht Ningxiacris Zheng & He, 1997
    - Geslacht Podismopsis Zubovski, 1900
    - Geslacht Pseudoarcyptera Bolívar, 1909
    - Geslacht Ptygonotus Tarbinsky, 1927
    - Geslacht Rhaphotittha Karsch, 1896
    - Geslacht Suacris Yin, Zhang & Li, 2002
    - Geslacht Transtympanacris Lian & Zheng, 1985
    - Geslacht Xinjiangacris Zheng, 1993

  - Geslachtengroep Aulocarini Contreras & Chapco, 2006
    - Geslacht Ageneotettix McNeill, 1897
    - Geslacht Aulocara Scudder, 1876
    - Geslacht Eupnigodes McNeill, 1897
    - Geslacht Horesidotes Scudder, 1899
    - Geslacht Psoloessa Scudder, 1875

  - Geslachtengroep Chrysochraontini Brunner von Wattenwyl, 1893
    - Geslacht Barracris Gurney, Strohecker & Helfer, 1963
    - Geslacht Chloealtis Harris, 1841
    - Geslacht Chrysochraon Fischer, 1853
    - Geslacht Confusacris Yin & Li, 1987
    - Geslacht Euthystira Fieber, 1852
    - Geslacht Euthystiroides Zhang, Zheng & Ren, 1995
    - Geslacht Foveolatacris Yin & Li, 1987
    - Geslacht Podismomorpha Lian & Zheng, 1984
    - Geslacht Pseudoasonus Yin, 1982

  - Geslachtengroep Cibolacrini Otte, 1981
    - Geslacht Cibolacris Hebard, 1937
    - Geslacht Heliaula Caudell, 1915
    - Geslacht Ligurotettix McNeill, 1897
    - Geslacht Xeracris Caudell, 1915

  - Geslachtengroep Compsacrini Carbonell, 1995
    - Geslacht Chiapacris Otte, 1979
    - Geslacht Compsacris Bolívar, 1890
    - Geslacht Notopomala Jago, 1971
    - Geslacht Phaneroturis Bruner, 1904
    - Geslacht Silvitettix Bruner, 1904
    - Geslacht Staurorhectus Giglio-Tos, 1897

  - Geslachtengroep Dnopherulaini
    - Geslacht Amesotropis Karsch, 1893
    - Geslacht Dnopherula Karsch, 1896

  - Geslachtengroep Dociostaurini Mishchenko, 1974
    - Geslacht Albistriacris Zheng & Lu, 2002
    - Geslacht Dociostaurus Fieber, 1853
    - Geslacht Eremippus Uvarov, 1926
    - Geslacht Eremitusacris Liu, 1981
    - Geslacht Mizonocara Uvarov, 1912
    - Geslacht Notostaurus Bei-Bienko, 1933
    - Geslacht Xerohippus Uvarov, 1942

  - Geslachtengroep Eritettigini Otte, 1981
    - Geslacht Amphitornus McNeill, 1897
    - Geslacht Compsacrella Rehn & Hebard, 1938
    - Geslacht Eritettix Bruner, 1889
    - Geslacht Opeia McNeill, 1897

  - Geslachtengroep Gomphocerini Fieber, 1853
    - Geslacht Aeropedellus Hebard, 1935
    - Geslacht Brunneria McNeill, 1897
    - Geslacht Chorthippus Fieber, 1852
    - Geslacht Dasyhippus Uvarov, 1930
    - Geslacht Euchorthippus Tarbinsky, 1926
    - Geslacht Gomphoceridius Bolívar, 1914
    - Geslacht Gomphocerippus Roberts, 1941
    - Geslacht Gomphoceroides Zheng, Xi & Lian, 1992
    - Geslacht Gomphocerus Thunberg, 1815
    - Geslacht Megaulacobothrus Caudell, 1921
    - Geslacht Mesasippus Tarbinsky, 1931
    - Geslacht Myrmeleotettix Bolívar, 1914
    - Geslacht Pezohippus Bei-Bienko, 1948
    - Geslacht Phlibostroma Scudder, 1875
    - Geslacht Pseudochorthippus Defaut, 2012
    - Geslacht Stauroderus Bolívar, 1897
    - Geslacht Stenobothroides Xu & Zheng, 1996

  - Geslachtengroep Hypernephiini Mistshenko, 1973
    - Geslacht Anaptygus Mishchenko, 1951
    - Geslacht Asonus Yin, 1982
    - Geslacht Caucasippus Uvarov, 1927
    - Geslacht Dysanema Uvarov, 1925
    - Geslacht Eclipophleps Tarbinsky, 1927
    - Geslacht Grigorija Mishchenko, 1976
    - Geslacht Hebetacris Liu, 1981
    - Geslacht Hypernephia Uvarov, 1922
    - Geslacht Oknosacris Liu, 1981
    - Geslacht Oreoptygonotus Tarbinsky, 1927
    - Geslacht Ptygippus Mishchenko, 1951
    - Geslacht Saxetophilus Umnov, 1930
    - Geslacht Stristernum Liu, 1981

  - Geslachtengroep Melanotettigini Otte, 1981
    - Geslacht Melanotettix Bruner, 1904

  - Geslachtengroep Mermiriini Brunner von Wattenwyl, 1893
    - Geslacht Achurum Saussure, 1861
    - Geslacht Mermiria Stål, 1873
    - Geslacht Pseudopomala Morse, 1896

  - Geslachtengroep Ochrilidini Brunner von Wattenwyl, 1893
    - Geslacht Gonista Bolívar, 1898
    - Geslacht Kirmania Uvarov, 1933
    - Geslacht Ochrilidia Stål, 1873
    - Geslacht Oxypterna Ramme, 1952

  - Geslachtengroep Orinhippini Yin, 1984
    - Geslacht Orinhippus Uvarov, 1921

  - Geslachtengroep Orphulellini Otte, 1979
    - Geslacht Dichromorpha Morse, 1896
    - Geslacht Laplatacris Rehn, 1939
    - Geslacht Orphulella Giglio-Tos, 1894
    - Geslacht Orphulina Giglio-Tos, 1894

  - Geslachtengroep Pacrini Zhang, Zhang & Yin, 2012
    - Geslacht Pacris Zhang, Zhang & Yin, 2012
    - Geslacht Cordillacris Rehn, 1901
    - Geslacht Paropomala Scudder, 1899
    - Geslacht Prorocorypha Rehn, 1911

  - Geslachtengroep Ramburiellini Defaut, 2012
    - Geslacht Ramburiella Bolívar, 1906

  - Geslachtengroep Scyllinini Brunner von Wattenwyl, 1893
    - Geslacht Alota Bruner, 1913
    - Geslacht Borellia Rehn, 1906
    - Geslacht Carrascotettix Carbonell, 1995
    - Geslacht Cauratettix Roberts, 1937
    - Geslacht Euplectrotettix Bruner, 1900
    - Geslacht Jagomphocerus Carbonell, 1995
    - Geslacht Meloscirtus Bruner, 1906
    - Geslacht Parapellopedon Jago, 1971
    - Geslacht Pellopedon Bruner, 1911
    - Geslacht Rhammatocerus Saussure, 1861
    - Geslacht Scyllinula Carbonell, 1995
    - Geslacht Stereotettix Rehn, 1906

  - Geslachtengroep Stenobothrini Harz, 1975
    - Geslacht Omocestus Bolívar, 1878
    - Geslacht Stenobothrus Fischer, 1853